# Quokka
Quokka, quocca eller kortsvansvallaby (Setonix brachyurus) är ett pungdjur i familjen kängurudjur och den enda arten i sitt släkte. Den förekommer i västligaste Australien.

## Kännetecken
Djuret når en kroppslängd (huvud och bål) mellan 40 och 54 cm, därtill kommer en 25 till 31 cm lång svans. Vikten ligger vanligen mellan 2 och 5 kg. Den korta grova pälsen har en gråbrun färg, ibland med nyanser i rött. Svansen är jämförelsevis kort och bara glest täckt med hår. Påfallande är djurets korta avrundade öron. Som hos flera andra kängurudjur är de bakre extremiteterna långa och kraftiga.

## Utbredning och habitat
Quokkan förekommer i Australien. Artens utbredningsområde ligger i sydvästra Western Australia samt på öar i närheten som Bald Island och Rottnest Island. Den sistnämnda ön har fått sitt namn efter dessa djur (råttornas näste) eftersom quokkan i början sågs som ett stort råttdjur.
Arten förekommer i olika habitat men behöver områden med tät undervegetation. På Australiens fastland lever djuren ofta nära träskmarker eller vattensamlingar.

## Levnadssätt
Quokkan är vanligen aktiv på natten och sover på dagen gömd i den täta undervegetationen. För att komma fram skapar den stigar genom att trampa ner växtligheten. Vid snabbare rörelser hoppar djuret på sina bakre extremiteter. Annars går den på fyra fötter och använder inte svansen som stöd, något som annars är vanligt hos jättekänguruer och vallaby. På ön Rottnest är arten i viss mån aktiv under dagen då den kan tigga mat från människor.
På Rottnest har quokkan ett socialt beteende och lever i grupper. Hannarna är där dominanta och har upprättat en hierarki. Populationen i ett visst område bestäms efter antalet gömställen och inte efter tillgång till föda.
Grupperna består av 25 till 150 individer, och deras revir kan överlappa varandra. Under sommaren samlas ofta många individer vid ett fåtal vattenansamlingar.

## Föda
Arten är liksom andra kängurudjur växtätare och livnär sig på bland annat gräs, blad och örter. Djuren kan klättra på upp till 1,5 meter höga träd eller buskar för att komma åt födan. För en bättre matspjälkning är quokkans magsäck uppdelad i flera segment, och där finns även en nyttig bakterieflora.

## Fortplantning
Individer i fångenskap kan para sig hela året, men i naturen föds ungarna vanligen mellan januari och mars. Dräktigheten varar i 26 till 28 dagar, och vanligen föds bara en unge åt gången. Liksom hos flera andra kängurudjur parar sig honan på nytt kort efter sin nedkomst. Embryot vilar så länge det äldre syskonet dias eller tills det dör.
Sina första månader tillbringar ungen i moderns pung (marsupium). Efter 175 till 195 dagar lämnar ungdjuret pungen för första gången, men det återvänder ännu vid fara eller kyla. Efter cirka tio månader slutar honan att ge di. Ungdjur blir vanligen könsmogna vid början av sitt andra levnadsår. Livslängden uppgår till något över tio år.

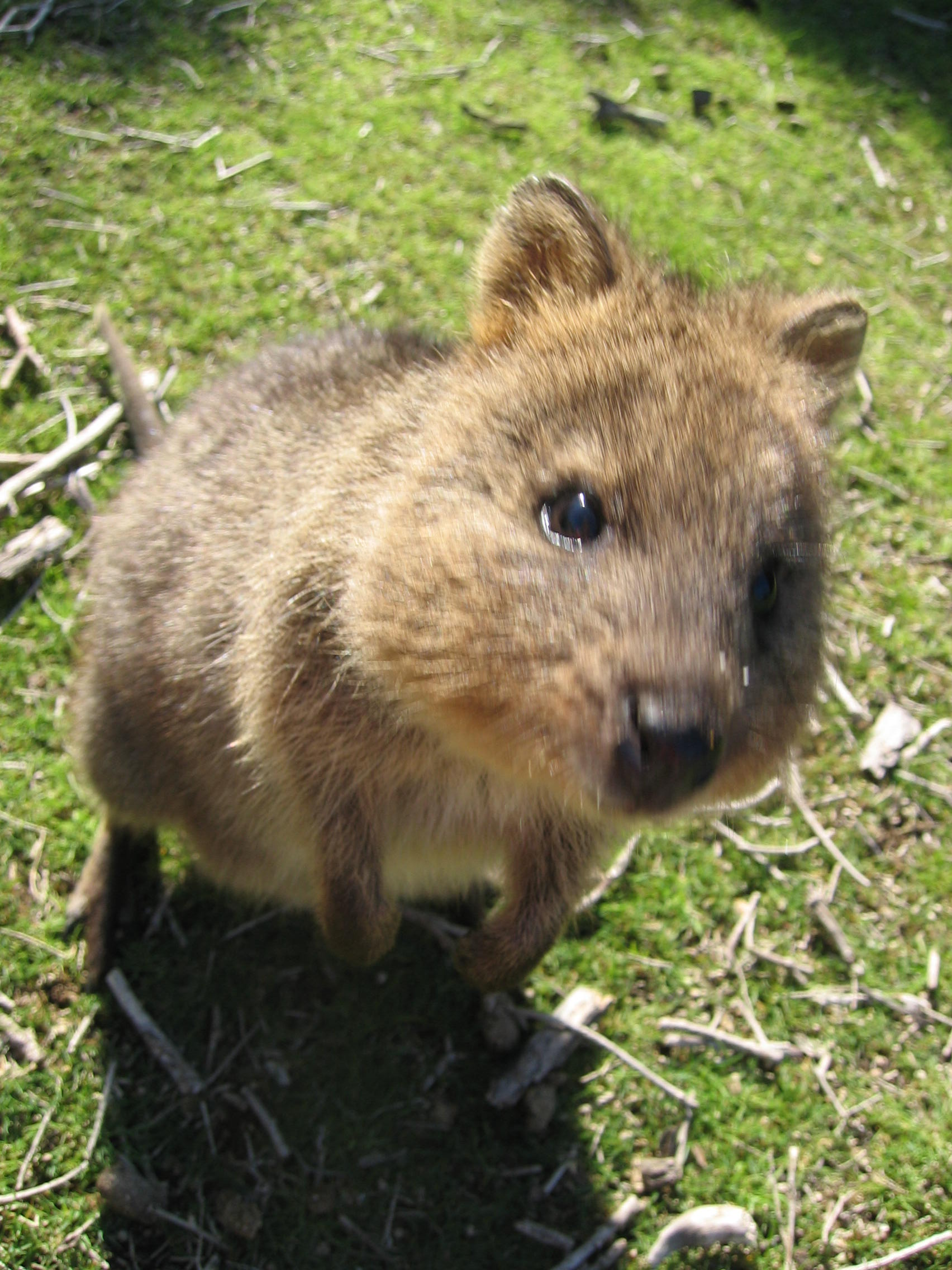
Den orädda quokka-populationen på Rottnest Island har blivit resmål för turister.

## Quokka och människan
Fram till 1930-talet var populationen på fastlandet jämförelsevis stor, och utbredningsområdet var då också större. Sedan minskade beståndet dramatiskt. Orsaken var främst införda fiender som katter och rävar samt nya konkurrenter om samma föda, som till exempel vildsvin.
Idag kontrolleras rävarnas population på fastlandet, och numera är quokkans bestånd relativt stabilt. På Rottnest har det aldrig funnits rävar, och därför finns här det största antalet quokkor. Individerna där har snarare blivit en turistattraktion, på grund av sitt fridsamma, nyfikna och orädda beteende. Det befaras att djuren där kan bli sjuka på grund av felaktig föda.
IUCN uppskattar beståndet till mellan 8 000 och 17 000 individer, däribland 4 000 till 8 000 på Rottnest. Arten listas som sårbar (vulnerable).